# En dag i søværnet
En dag i søværnet er en dansk dokumentarfilm fra 1962, der er instrueret af Jørgen Slottved efter manuskript af Tue Ritzau.

## Handling
En redegørelse for Søværnets mange opgaver, militære og civile: kampøvelser, redningstjeneste, opmåling, minestrygning, flådebesøg i fremmede havne etc. Desuden gives et indblik i de forhold, mandskabet lever under, og de muligheder for en civil uddannelse, som tjenesten giver.